# 茨城ロボッツ
茨城ロボッツ（いばらきロボッツ、英: Ibaraki Robots）は、茨城県水戸市とつくば市をホームタウンとするプロバスケットボールチーム。運営法人は株式会社茨城ロボッツ・スポーツエンターテインメント。2013年につくばロボッツとして創設され、現在はB1リーグの東地区に所属している。

## 概要
チーム創立は2013年7月で、運営会社は株式会社「茨城ロボッツ・スポーツエンターテインメント」。2013-14シーズンよりナショナル・バスケットボール・リーグ（NBL）に所属したのち、2016-17シーズンからBリーグに所属している。
ホームタウンは、水戸市であり、マザータウンは那珂市、つくば市、日立市、フレンドリータウンは神栖市、牛久市である。チーム名の「ロボッツ」は、つくば市が「ロボットの街」であることに由来する。チームカラーは茨城県のシンボルカラーである「いばらきブルー｣、つくば市の名産品｢福来(ふくれ)みかん｣に由来している｢つくばオレンジ｣。 
チームロゴは、力強いスピード感を軸に、ロボッツ(ロボット)を表現する近未来なイメージになっている。また、バスケットボールチームであることがわかるデザイン、グッズなどに使用しやすいシンプルなデザインを念頭に置いている。なお、現在のロゴマークは、クラブ名称を変更した2016年7月1日から使用している。

### ユニフォームスポンサー （2025-26シーズン）
- サプライヤー：VAYoreLA
- 前面：ケーズデンキ（左肩）、アダストリア（中央、「and ST」明記）
- 背面：グロービス（背番号上部）、ジョイフル本田（選手名下部）
- パンツ：トヨタカローラ新茨城（左前）、エポスカード（左後ろ）

### 歴代ユニフォーム
| HOME      | HOME      | HOME      | HOME      | HOME      |
| --------- | --------- | --------- | --------- | --------- |
| 2017 - 18 | 2018 - 19 | 2019 - 20 | 2020 - 21 | 2021 - 22 |
| 2022 - 23 | 2023 - 24 | 2024 - 25 | 2025 - 26 |           |
|           |           |           |           |           |

| AWAY      | AWAY      | AWAY      | AWAY      | AWAY      |
| --------- | --------- | --------- | --------- | --------- |
| 2017 - 18 | 2018 - 19 | 2019 - 20 | 2020 - 21 | 2021 - 22 |
| 2022 - 23 | 2023 - 24 | 2024 - 25 | 2025 - 26 |           |
|           |           |           |           |           |

| Other                  | Other                  | Other                  | Other         | Other         |
| ---------------------- | ---------------------- | ---------------------- | ------------- | ------------- |
| 2017 - 18 3rd          | 2018 - 19 3rd          | 2019 - 20 3rd          | 2020 - 21 3rd | 2020 - 21 4th |
| 2022 - 23 CITY EDITION | 2023 - 24 CITY EDITION | 2024 - 25 CITY EDITION |               |               |
|                        |                        |                        |               |               |

### マスコット
- ロボスケ（ROBO-SKET）

バスケットボール選手ロボットであり、水戸黄門の助さんの性格をインプットしており、明るく軟派な性格。得意なプレーはフリースロー。なお、マスコットのデザインは、株式会社ロボ・ガレージ代表取締役社長の高橋智隆による。

### チアダンスチーム
- RDT

オフィシャルチアダンスチームであり、ゲームやハーフタイムの盛り上げなどを担っている。チーム名のRDTは、｢ROBOTS DANCE TEAM｣の略。

### ホームアリーナ
2019年に茨城県で開催されたいきいき茨城ゆめ国体に合わせて、水戸市の東町運動公園に建設されたアダストリアみとアリーナがホームアリーナ。同アリーナは、B1ライセンスの観客席の基準である5000席をクリアしているため、2018年での移転を条件にB1ライセンスを取得した。
2019年4月6日に、アダストリアみとアリーナでの初戦を戦い（対戦相手：群馬クレインサンダーズ）、この日記録した「5041人」の入場者は、B2の最多記録となっている。
茨城ロボッツは2026-2027シーズンよりBリーグのトップカテゴリ・B.PREMIERへの参入が決まっており、要件の一つとなっているアダストリアみとアリーナの改修が2025年5月から2026年3月まで実施される予定で、これに伴い2025-2026シーズンは池の川さくらアリーナやかみす防災アリーナに会場を分散して開催する。
| ホームアリーナ                     | ホームアリーナ                           | ホームアリーナ                     | ホームアリーナ | ホームアリーナ | ホームアリーナ | ホームアリーナ | ホームアリーナ | ホームアリーナ | ホームアリーナ | ホームアリーナ | ホームアリーナ | ホームアリーナ | ホームアリーナ | ホームアリーナ | ホームアリーナ |
| -                                  | -                                        | 収容人数                           | 13-14          | 14-15          | 15-16          | 16-17          | 17-18          | 18-19          | 19-20          | 20-21          | 21-22          | 22-23          | 23-24          | 24-25          | 25-26          |
| ---------------------------------- | ---------------------------------------- | ---------------------------------- | -------------- | -------------- | -------------- | -------------- | -------------- | -------------- | -------------- | -------------- | -------------- | -------------- | -------------- | -------------- | -------------- |
| 県南                               | つくばカピオアリーナ                     | 2,736人                            | 4              | 16             | 11             | 8              | 6              | 4              | 0(2)           | 2              | -              | -              | -              | -              | -              |
| 県南                               | 水郷体育館                               | -                                  | 6              | -              | -              | -              | -              | -              | -              | -              | -              | -              | -              | -              | -              |
| 県南                               | 石岡運動公園体育館                       | -                                  | 4              | -              | -              | -              | -              | -              | -              | -              | -              | -              | -              | -              | -              |
| 県南                               | 取手グリーンスポーツセンター             | -                                  | 2              | -              | -              | -              | -              | -              | -              | -              | -              | -              | -              | -              | -              |
| 県南                               | 牛久運動公園体育館                       | -                                  | 2              | -              | -              | -              | -              | -              | -              | -              | -              | -              | -              | -              | -              |
| 県央                               | アダストリアみとアリーナ(メインアリーナ) | 5,000人                            | -              | -              | -              | -              | -              | 4              | 19(24)         | 24             | 24             | 26             | 26             | 26             | 12             |
| 県央                               | 青柳公園市民体育館                       |                                    | -              | -              | 6              | 18             | 20             | 20             | -              | -              | -              | -              | -              | -              | -              |
| 県央                               | 茨城県立スポーツセンター                 | -                                  | -              | 5              | -              | -              | -              | -              | -              | -              | -              | -              | -              | -              | -              |
| 県央                               | 大洗町総合運動公園体育館                 | -                                  | 2              | -              | -              | -              | -              | -              | -              | -              | -              | -              | -              | -              | -              |
| 県央                               | ひたちなか市総合運動公園総合体育館       | -                                  | 2              | -              | -              | -              | -              | -              | -              | -              | -              | -              | -              | -              | -              |
| 県央                               | 笠松運動公園体育館                       | -                                  | -              | 1              | -              | -              | -              | -              | -              | -              | -              | -              | -              | -              | -              |
| 県北                               | 日立市池の川さくらアリーナ               | 2,632人                            | -              | -              | -              | 2              | 4              | 2              | 2              | 2              | 1(2)           | 2              | 2              | 2              | 14             |
| 県北                               | 久慈サンピア日立スポーツセンター体育館   | -                                  | -              | 2              | 1              | -              | -              | -              | -              | -              | -              | -              | -              | -              | -              |
| 県西                               | かなくぼ総合体育館                       | -                                  | 4              | -              | 4              | -              | -              | -              | -              | -              | -              | -              | -              | -              | -              |
| 県西                               | 下館総合体育館                           | -                                  | -              | -              | 4              | 2              | -              | -              | -              | -              | -              | -              | -              | -              | -              |
| 鹿行                               | カシマスポーツセンター                   | -                                  | 2              | -              | -              | -              | -              | -              | -              | -              | -              | -              | -              | -              | -              |
| 鹿行                               | かみす防災アリーナ                       | 2,500人                            | -              | -              | -              | -              | -              | -              | 2              | 0(2)           | 2              | 2              | 2              | 2              | 4              |
| レギュラーシーズン・ホーム試合数計 | レギュラーシーズン・ホーム試合数計       | レギュラーシーズン・ホーム試合数計 | 28             | 27             | 27             | 30             | 30             | 30             | 23(30)         | 28(30)         | 29(30)         | 30             | 30             | 30             | 30             |
| 括弧内は開催予定だった試合数       |                                          |                                    |                |                |                |                |                |                |                |                |                |                |                |                |                |

## 歴史
ロボッツが設立される以前、つくば市をホームタウンとするチームとしてはデイトリックつくばがあり、2012-13シーズンまでJBL2に参戦していた。2013年9月に開幕する新リーグ・NBLにも同チームが参入する予定だったが、2013年7月になって参入を取りやめたため、それに代わる新チーム運営会社として株式会社いばらきスポーツアカデミーが設立され、NBLに参戦することとなった。7月22日にチーム名「つくばロボッツ」とチームロゴ、チームカラーを発表。

### NBL

#### 2013-14シーズン
NBL東地区に所属するチーム(北海道を除く)より本拠地が東に位置していたが、西地区所属となった。
前季にデイトリックに所属していたダンテ・ヒルヘッドコーチ（HC）、岩下桂太アシスタントコーチ（AC）、浅野崇史、佐々木瑛、田中大地、河相智志、翁長明弘、木村蓮、ラマー・サンダース、大金広弥らスタッフ・選手の多くがロボッツに移籍。この他に中川和之、井上ジョナサン、橘佳宏、竹田智史、中村友也の4名、新外国人選手のルビシャ・ヴァーセルと契約して初年度のシーズン開幕を迎えた。
9月28日からの開幕・アイシン戦は連敗したが、翌週10月5日のホーム開幕（水郷体育館）の兵庫戦を94-91で制して初勝利を記録。翌日も勝利して初の連勝を達成。12月14日の北海道戦では86-83で旧JBL勢に初勝利。1月には筑波大学の梅津大介、2月末にはジャスティン・レイノルズを補強。しかし、シーズンは連勝は3度の2連勝が最高で、逆に大型連敗を繰り返したため下位に低迷した。最終成績は10勝44敗だったが、順位は兵庫と熊本を上回りウエスタンカンファレンス6チーム中4位。

#### 2014-15シーズン
広島がNBLに新規参入したことにより、東地区所属に変更された。岡田優介、佐藤託矢、高島一貴らが新加入。
シーズン開幕直後の10月18日、いばらきスポーツアカデミーの経営が悪化したため、新運営法人が決定するまでリーグの直轄管理下で運営されることが決定した。その後、前NBL専務理事の山谷拓志が代表を務める新運営法人「つくばスポーツエンターテインメント」設立された。選手契約は新運営法人に引き継がれなかったため、新運営法人と選手15名との間で契約交渉が行われたが、このうち10名が契約合意に至らず退団したため、残留した5名に加えて他チームからの移籍選手や無所属だった選手5名と新たに契約した。スタッフについてもダンテ・ヒルHCが退団したため、岩下桂太ACがHC代行に就任した。6勝48敗で東地区6チーム中最下位となった。

#### 2015-16シーズン
2015年6月、Bリーグ参入を承認。メインスポンサーのサイバーダインが命名権を取得し、7月1日からチーム名を「サイバーダインつくばロボッツ」に変更した。
つくば市出身で、前新潟HCの平岡富士貴が新HCに就任した。カンファレンス制が廃止され、8勝47敗で12チーム中最下位となった。

### B.LEAGUE

#### 2016-17シーズン（B2東地区）
NBLとbjリーグが統合してBリーグが発足し、B2東地区所属となる。ホームアリーナとして見込んでいたつくば市総合運動公園の基本計画が白紙撤回され、同市で参入条件を満たす試合会場の確保が困難になったため、ホームタウンを「つくば市と水戸市を中心とする茨城県」、本拠地は青柳公園市民体育館にそれぞれ変更した。これに伴い、2016年7月1日付でチーム名を「サイバーダインロボッツ茨城」に改称した。しかし、Bリーグ側から企業名を付与しない「呼称」を用いる方針が示されたため、「ロボッツ茨城」よりも「茨城ロボッツ」の方が妥当であると判断し、チーム名を「サイバーダイン茨城ロボッツ」 (呼称・茨城ロボッツ)に再変更した。
昨シーズンまでACをしていた岩下桂太がHCに就任。また、シーズン途中には岡村憲司が選手兼アシスタントヘッドコーチに就任した。シーズン途中の2017年2月に岡村がスーパーバイジングコーチ（監督：SVC）に就任し、事実上チームの指揮を執った。
選手は一色と夏達維とのみ継続契約。一色がキャプテンとなる。このシーズンは外国籍選手とのマッチングに悩まされ、リック・リカートがフルシーズン稼働した以外は全員がシーズン途中で入れ替えとなった。アンドリュー・ランダルや青島心の加入後はチームが持ち直したほか、眞庭城聖の活躍もあって終盤には6連勝と7連勝を記録。最終成績は東地区6チーム中2位。

#### 2017-18シーズン（B2中地区）
岡村SVC、岩下HC体制の2季目。B1から降格した仙台、秋田が東地区に配属された関係で、中地区所属となる。
前シーズンから多くの選手が残留した一方、大阪から久保田遼、奈良から平尾充庸、山形から髙橋祐二、佐々木瑛が加入。キャプテンは一色から眞庭に交代した。
シーズン終盤にかけて17連勝を記録するも、レギュラーシーズン最終戦で福島に敗れたため、FE名古屋と1ゲーム差の2位で地区優勝を逃す。ワイルドカードにも届かず、プレーオフ進出はならなかった。
シーズン終了後、翌シーズンまでの複数年契約を結んでいたリカートが引退。一色、前田、山口、大友、佐々木、特別指定選手としてシーズン途中から加入していた木村嗣人の他、外国籍選手のチュクゥディエベレ・マドゥアバムも退団した。

#### 2018-19シーズン（B2東地区）
岡村SVC、岩下HC体制の3季目。キャプテンは眞庭が続投した。秋田のB1昇格にともなって再び東地区へと戻った。
前シーズンに宇都宮で特別指定選手として活動していた須田昂太郎を獲得したほか、福島から友利健哉、FE名古屋から福澤晃平、熊本から横尾達泰を補強。この他帰化選手としてジャーラ志多斗も加入した。
外国籍選手は総入れ替えとなり、前川崎のジョシュ・デービスを獲得するも、膝の故障から1試合もプレーする事なくシーズン途中にアメリカへと帰国。当初はコナー・ラマート、カール・バプティストによる外国籍2人体制を取っていたが、シーズン開幕後にランダルが復帰することとなった。ランダルとは当初1ヶ月の短期契約だったものの、後にフルシーズン契約へと移行した。
シーズン終盤にはアダストリアみとアリーナでホームゲーム4試合を開催。こけら落としとなった群馬戦には5041人の観客が詰めかけ、B2史上最多動員記録となった。
昇格を目指しながら、プレーオフ進出にも絡めない状況が続いたことから、2019年3月23日付で岡村SVCを解任し、残りの試合は岩下HCが指揮を執った。経営陣もこの責任を取り、社長の山谷とGMの上原和人が減給となった。最終成績は東地区6チーム中3位。

#### 2019-20シーズン（B2東地区）
2019年7月1日、クラブ正式名称を「サイバーダイン茨城ロボッツ」から「茨城ロボッツ」に変更した。元イギリス代表HCのアンソニー・ガーベロットを招聘し、3シーズンのHC契約（更新条件付き）を締結した。岩下前HCはACとなった。
3シーズン連続でキャプテンは眞庭となったほか、このシーズンよりバイスキャプテン、オフコートキャプテンを導入。バイスキャプテンには平尾、オフコートキャプテンには友利が就任した。
日本人選手では3x3の第一人者である小林大祐や、二ノ宮康平などB1経験者を獲得。また、前シーズンに特別指定選手として契約した、地元プレイヤーの鶴巻啓太とプロ契約を交わした。
登録上のホームアリーナも、このシーズンからアダストリアみとアリーナに移行。水戸市でのホームゲームは全てここでの開催となった。
コンディショニング面で苦戦を強いられ、新加入のニコラス・カナーメドリーや二ノ宮がシーズン開始早々にケガで離脱。カナーメドリーの代役として急遽、越谷を退団したアレクサンダー・ジョーンズを獲得する(当初は短期契約、後にフルシーズン契約に移行)。ジョーンズ加入後はダニエル・オチェフとのツインタワーを形成し、戦績も安定し始めた。
このシーズンからプレーオフ出場枠が拡大されたこともあり、東地区6チーム中3位ながらFE名古屋などとワイルドカードを争った。しかし、ホームゲームでこそ圧倒的な強さを見せる一方で、アウェーゲームや上位陣との対戦で分が悪い状態が続いた。新型コロナウイルス感染症の流行にともなってシーズンは途中で打ち切り。プレーオフ進出はまたも果たせない格好となった。シーズン終了後、ガーベロットとの契約を更新せず、ガーベロットは退団した。
シーズン終了後、二ノ宮、ジャーラ、久保田ら日本人選手が退団したほか、外国籍選手も全員クラブを去った。

#### 2020-21シーズン（B2東地区）
前愛媛HCのリチャード・グレスマンが新HCに就任。キャプテンは3季務めた眞庭に代わって平尾が就任した。バイスキャプテンには福澤、オフコートキャプテンは髙橋が務める。
長らく外国籍選手のマッチングに悩まされたこともあり、チェハーレス・タプスコット、マーク・トラソリーニ、アブドゥーラ・クウソーとBリーグ経験者で外国籍選手を固める。この他日本人選手としては前東京CRの遥天翼、前滋賀の中村功平を獲得した。
シーズン前の外国籍選手の入国の際、その後の行動制限が課せられるところを違反して練習や練習試合に参加させたとして、シーズン開始後の12月に入って西宮と共にリーグから譴責処分を受ける。クラブとしても独自に社長の山谷とGMの上原に譴責処分を下した。
開幕節こそこの年B2を独走した群馬に連敗を喫したが、その後は順調に勝ち星を重ね、越谷や仙台との地区2位争いを展開する。シーズン中盤には群馬を退団していた小寺ハミルトンゲイリーが加入し、インサイドのさらなる強化を狙った。アウェーゲームでの勝率も改善させたほか、上位陣を相手にしてもカード連敗となることが少なく(シーズンを通して3度のみ)、プレーオフ進出をほぼ手中に収めた状態となるが、所属選手が新型コロナウイルス感染症の陽性判定を受けたことで一時リーグ戦の中断を余儀なくされる。
再開後、越谷や仙台が失速する中でむしろ連勝を伸ばし、4月の山形戦で勝利したことでプレーオフ進出が確定。1週間後の仙台戦でも勝利して東地区2位を確定させた。
プレーオフではホームで佐賀、仙台にそれぞれ2連勝して決勝進出。初のB1昇格を決めた。決勝ではアウェーで群馬に1勝2敗で敗れ、準優勝となった。
シーズン終了後、小林がB3に参入したA千葉へ移籍したほか、5年間在籍した眞庭がこのシーズン限りで退団し山形へと移籍。小寺が琉球に移籍し、クウソーが引退した。また社長の山谷が退任し、ラグビーの静岡ブルーレヴズ社長となったほか、GMの上原も退任（後に越谷の運営会社の副社長に就任）。選手、フロント両面で大きな変化となった。

#### 2021-22シーズン（B1東地区）
HCはグレスマンが続投。ACは岩下のほか、前新潟HCだった福田将吾が加わる。フロント陣は山谷の後任としてかつての滋賀の社長にして長崎の設立準備に当たった西村大介が就任。西村はGMも兼任する。
キャプテン、バイスキャプテンは平尾と福澤が続けて務める。バイスキャプテンにはさらに新加入の谷口大智(前広島)が加わり、オフコートキャプテンは遥となる。
B1に向けた戦力補強として、谷口のほか、前三遠の西川貴之（開幕直後の10月26日に契約解除。後にB2佐賀に移籍）、前北海道の多嶋朝飛、前仙台のエリック・ジェイコブセンが加入。この他、Bリーグのアジア特別枠を利用し、フィリピンからハビエルゴメス・デ・リアニョを獲得した。
開幕6連敗スタートを経て、7戦目の三遠戦で勝利を収めるも、この直後に前述の通り西川が退団。フォワードの切り札を失ったチームは、ほぼ1年を通してアンダーサイズのラインアップを組まざるを得ず、開幕から20試合が経過した時点で3勝と苦しむ。特に帰化選手を抱え、サイズ面で利するA東京、千葉J、川崎には合計11戦して全敗に終わるなど、苦戦が続き、2月には翌シーズンに向けたテコ入れとして、プロバスケ選手のマネジメントを担当する「SHOEHURRY!」のエージェントを務めていたマーク貝島をGMに招いた。
しかし、12月に入って島根から勝ち星を挙げると（これがアダストリアみとアリーナでのシーズン初勝利）、信州には連勝。そして3月に京都に勝利したのを皮切りに5連勝を達成。3月以降、トラソリーニ(3月に契約解除・退団、その後引退)、中村、多嶋、鶴巻と主力を中心に負傷離脱者が続出する中、秋田や群馬からも勝利を挙げ、特に群馬戦ではBリーグ開幕以降6シーズン目で初の年間勝ち越しを達成。当初の年間目標だった20勝にこそ届かなかったが、16勝を挙げてB1初年度を東地区12チーム中10位で終えた。
シーズン終了後、5季在籍した髙橋が退団したほか、ゴメス・デ・リアニョが母国・フィリピンへと戻ることとなった。また、2季在籍した遥が引退を発表し、U15男子チームのHCに転身することとなった。さらにつくば時代から在籍を続けた岩下が退任。Wリーグの東京羽田ヴィッキーズのACに就任することとなった。

#### 2022-23シーズン（B1東地区）
グレスマン体制3季目に突入。ACの福田は「アソシエイトHC」に肩書きを変え、前季まで京都でACを務めたクリス・ホルムが新ACとなった。キャプテンは平尾が3季目を務めるほか、バイスキャプテンにはジェイコブセンが新たに就任。福澤はオフコートキャプテンへ回ることとなった。
日本人選手では北海道から山口颯斗、滋賀から林翔太郎、大阪からジャワラジョゼフが加入。さらにルーキーの元スラムダンク奨学生、鍵冨太雅が加わった。
トラソリーニに代わる外国籍選手に、前季のB2得点王LJ・ピークが熊本から加入。さらに広島を退団していたトーマス・ケネディが帰化選手枠で入団し、オフェンシブかつアウトサイドシュートを多用する戦いをより強めることを意識した編成となった。
第2節の富山戦で初勝利を挙げると、第3節の三遠戦では第4クォーター開始時点での21点差を逆転して勝利。続く第4節の横浜BC戦を連勝し、昇格後初の勝率5割に乗せる。しかし、これ以降で連敗が続き、11月は昇格後初の月間未勝利（5戦全敗）。この間にピークが契約解除（直後に長崎へ移籍）となっている。
このシーズンもアダストリアみとアリーナでの初勝利がなかなか遠い状態が続き、12月に入って群馬を相手にようやくの勝利を飾った。
また、11月29日に前述の通り退団したピークの後釜として、新外国人キャメロン・クラットウィグとの契約を発表した。約1ヶ月後の12月28日秋田戦で初出場を飾った。クラットウィグ合流後の６試合を4勝2敗と好調な流れで1月13日、14日にアダストリアみとアリーナでのオールスターゲームを開催し、チームからは平尾充庸が本戦に、平尾充庸と多嶋朝飛がスキルズチャレンジに出場した。クラットウィグ合流後、8勝7敗でバイウィークに突入。
後半戦は31試合13勝18敗で年間成績では23勝37敗と昨年の16勝を大きく上回る成績でリーグ全体17位、東地区では6位となる。特に東地区のライバルである秋田や宇都宮に勝ち越した一方、CS出場チームには横浜以外に全敗という悔しい結果に終わった。

#### 2023-24シーズン（B1東地区）
グレスマンが一度退団し、スーパーバイジングヘッドコーチとしてジェームズ・アンドリセヴィッチ（英語: Jamie Andrisevic）、ヘッドコーチとしてクリス・ホルムがそれぞれ就任したが、開幕から9連敗を喫したことから、アンドリセヴィッチを解任。しかしその後も成績が好転しないため、11月15日にマーク貝島GMを解任し、西村大介社長がGMを兼任。そしてグレスマンがヘッドコーチに復帰するなど、チーム体制を一新した。
新外国籍選手として期待されたヘンリー・エレンソンは来日後のメディカルチェックで過去の骨折歴があることを指摘され、治療のために帰国。結局1試合も出場することなく退団した。また、ジェイコブセンが開幕直前に右足の甲の負傷でインジュアリーリストに登録され、アンガス・ブラントとマックス・ヒサタケを緊急獲得するなど、当初のチーム想定とは大きく異なる戦いを強いられる。日本人選手を見ても、多嶋が大阪へ、福澤がA東京へ移籍したほか、開幕直前に平尾がコンディション不良により離脱、また開幕2節目には新加入のモサクダミロラも負傷離脱するなど、正ポイントガード不在の戦いが序盤に続いた。
シーズン途中にはヒサタケに代わってジョニー・オブライアントが加入、ブラントの信州移籍に当たってブライアン・コンクリン(英語版)を獲得（コンクリンはデビュー戦のみの出場で以降離脱、代わって2月にルーク・メイをさらに獲得）。日本人選手でもシーズン途中にPGの久岡幸太郎を獲得するなど、戦力の底上げを狙ったが、なかなかチーム状況は上向かず、オールスターを終えた時点でわずか2勝と、B1の全体最下位に位置した。ただ、それ以降に島根やSR渋谷から2季ぶりの勝利、川崎や千葉JからB1昇格後初勝利などを記録した。2月の中断期間を経て迎えた残留争いの直接対決で富山グラウジーズに連勝を果たして、ついに降格圏から脱出。最終的には12勝まで到達し、B1残留を果たした。
シーズン終了後、西村の社長退任を発表。後任は元・水戸市議員で球団の営業部門や関連会社でのキャリアを長く積んだ川﨑篤之となり、後任のGMはU15女子のヘッドコーチを兼任する落慶久が務める。また、スタッフ陣を見ても、S&Cコーチを3季務めた大塚健吾、元プロ野球・DeNAトレーナーで、ヘッドアスレティックトレーナーとして加入した林優衣の退団が発表されている。

#### 2024-25シーズン（B1東地区）
グレスマンが改めて退任（アメリカに帰国し大学バスケの指導者に復帰）し、ホルムが再びHCに就任。ただし、23-24シーズン当初とは異なり、指揮権を持ったHCとなる。コーチ陣も、ホルムの京都時代に共にACとして戦った井堀真緒が加入している。
選手については日本人エースとして台頭していた山口が長崎に移籍したほか、中村ジャズ（シーズン途中に長崎と契約）、松本礼太（越谷・大阪に在籍）と日本人3人や帰化選手のケネディ（富山へ移籍）も退団したほか、メイが名古屋Dへと移籍した。一方で、その名古屋Dからロバート・フランクス、秋田から長谷川暢、新潟から遠藤善が加入するなど、バックコート・ウイングを改めて手厚くする布陣を続けることとなった。また、アジア枠を利用して中国からサン・シャオを獲得している。
このシーズンも開幕直後にジェイコブセンが負傷離脱し、長崎を退団していたジェハイヴ・フロイドを緊急補強する。また、12月には試合中に長谷川がアキレス腱断裂を起こして戦線離脱を喫するなど、このシーズンも主力選手のコンディション不良が相次ぐ。ジェイコブセンの復帰に当たって、長年のスコアラーだったタプスコットをインジュアリーリストに登録するなど、大幅な戦術シフトも見られた。また、シーズン終盤には、久々の県出身プレーヤーとして、練習生だった白鷗大学の陳岡流羽（つくば市・土浦日大高卒）と特別指定選手契約を結ぶ。陳岡もプレータイムをいきなり獲得するなど、守備面での期待に応えていった。最終的には前季を上回る15勝を記録したものの、全体順位では前季と同じ24クラブ中22位となった。
シーズン終了後に特別指定から3季在籍した浅井修伍（青森へ移籍）のほか、モサク（福井へ移籍）、遠藤（鹿児島へ移籍）が退団。外国籍・アジア枠を見ると、フロイド、サンのほか、5季在籍したタプスコットも退団している。

#### 2025-26シーズン（B1東地区）
HCにホルム、GMに落を置いた体制は継続。陳岡とプロ契約を締結したほか、つくば市・つくば秀英高出身の小島元基をSR渋谷から獲得した。外国籍については、タプスコット、フロイドに代わって元NBAプレーヤーのタイラー・ラムを獲得したほか、アジア枠として一度は仙台と契約していたヤン・ジェミンが完全移籍で加入している。

## 成績

### NBL
| 年度    | レギュラーシーズン | レギュラーシーズン | レギュラーシーズン | レギュラーシーズン | レギュラーシーズン | レギュラーシーズン | レギュラーシーズン | レギュラーシーズン | 最終結果 | HC                           | 備考 |
| 年度    | 勝                 | 敗                 | 勝率               | ゲーム差           | 得点               | 失点               | 得失点差           | 順位               | 最終結果 | HC                           | 備考 |
| ------- | ------------------ | ------------------ | ------------------ | ------------------ | ------------------ | ------------------ | ------------------ | ------------------ | -------- | ---------------------------- | ---- |
| 2013-14 | 10                 | 44                 | .185               | 31.0(19.0)         | 67.7               | 85.2               | -17.5              | 西4位              | 10位     | ダンテ・ヒル                 |      |
| 2014-15 | 6                  | 48                 | .111               | 39.0(34.0)         | 66.6               | 83.8               | -17.2              | 東7位              | 12位     | ダンテ・ヒル/ 岩下桂太(代行) |      |
| 2015-16 | 8                  | 47                 | .145               | 39.0(14.0)         | 68.4               | 82.5               | -14.1              | 12位               | 12位     | 平岡富士貴                   |      |

ゲーム差は()外は1位、()内はプレイオフ圏との差をそれぞれ表している。

### 全日本総合選手権
- 2014年 ベスト8

## 選手とスタッフ

### コーチングスタッフ
- アシスタントゼネラルマネージャー：小川凌
- マネージャー:長谷川 望祐
- ディレクター・オブ・アナリクス:堀 賢人
- ヘッドコーチ：クリス・ホルム
- アシスタントコーチ：東島 奨
- アシスタントコーチ:井堀 真緒
- 通訳:八幡圭祐
- ストレングス&コンディショニングコーチ：寺地 賢人
- ヘッドアスレティックトレーナー：神部 周仁
- トップチームアスレティックトレーナー兼ユースチームヘッドトレーナー:加藤 颯人

### 参照
1. 1 2 3 4 5 6 7 8 9 10 11 12 13 14 15 16 17 18 19 20 21 22 23 24 25 26 27 28 29 30 31 32 33 34 35   クラブ概要, 公式サイト 2021年2月11日閲覧。
2. 1 2 3 4   茨城ロボッツ, B.LEAGUE公式サイト 2021年2月10日閲覧。
3. ↑  “株式会社茨城ロボッツ・スポーツエンターテインメントとのマザータウン協定について | 那珂市公式ホームページ”. www.city.naka.lg.jp. 2022年10月30日閲覧。
4. ↑  “つくば市と「マザータウンにおける相互連携に関する協定」を締結”. 茨城ロボッツ. 2022年10月30日閲覧。
5. ↑  “日立市とマザータウン協定締結のお知らせ”. 茨城ロボッツ. 2022年10月30日閲覧。
6. ↑  “茨城ロボッツ｜茨城県神栖市”. 茨城県神栖市. 2022年10月30日閲覧。
7. ↑  “牛久市とのフレンドリータウン協定締結のご報告”. 茨城ロボッツ. 2022年10月30日閲覧。
8. 1 2  『【つくば】　新チーム名　「TSUKUBA ROBOTS」に決定！』（プレスリリース）NBL、2013年7月20日。2013年7月21日閲覧。
9. 1 2   茨城ロボッツ公式マスコットキャラクター「ロボスケ（ROBO-SKET）」プロフィール, 公式サイト 2021年2月10日閲覧。
10. ↑   RDT, 公式サイト 2021年2月10日閲覧。
11. ↑  “【重要】2025-26シーズン ホームゲーム開催会場について|茨城ロボッツ” (2025年4月17日). 2025年4月17日閲覧。
12. ↑  “経営難で運営会社変更 NBL参戦の茨城”. MSN産経ニュース. (2013年7月10日) 2013年7月21日閲覧。
13. ↑  『【つくば】デイトリックつくば　チーム運営会社変更のお知らせ』（プレスリリース）NBL、2013年7月10日。2013年7月21日閲覧。[リンク切れ]
14. ↑  いばらきスポーツアカデミー　チーム名「つくばロボッツ」NBL参入 ロゴ披露、正式発足 2013年7月22日茨城新聞
15. ↑  NBL 2014-2015シーズン概要ならびにルール変更について（8/1改訂版）
16. ↑  『NBL「つくばロボッツ」の運営について(10月18日)』（プレスリリース）日本バスケットボールリーグ、2014年10月18日。2014年10月18日閲覧。
17. ↑  『契約基本合意選手（2014年12月5日現在）のお知らせ』（プレスリリース）つくばロボッツ、2014年12月1日。2014年12月5日閲覧。
18. ↑  『チームスタッフ（2014年12月5日現在）のお知らせ』（プレスリリース）つくばロボッツ、2014年12月1日。2014年12月5日閲覧。
19. ↑  『チーム名称を「サイバーダインつくばロボッツ」に変更いたします。』（プレスリリース）つくばロボッツ、2015年7月1日。2015年7月1日閲覧。
20. ↑  『平岡 富士貴 氏 ヘッドコーチ契約合意のご報告』（プレスリリース）つくばロボッツ、2015-0710 エラー: 日付が正しく記入されていません。（説明）。2015年7月21日閲覧。
21. ↑  “つくば本拠地、来年水戸へ＝バスケットＢリーグ”. 時事通信. (2015年10月8日)
22. ↑  『2016年7月1日よりチーム名称変更のご報告』（プレスリリース）2015年10月8日。
23. ↑  『2016年7月1日からのチーム名称の再変更について』（プレスリリース）2016年4月6日。
24. ↑  『岩下 桂太 氏 ヘッドコーチ契約合意のご報告』（プレスリリース）2016年6月1日。
25. ↑  茨城が43歳岡村の監督就任を発表、これまでどおり選手も兼任
26. ↑  B2中地区首位に浮上した茨城 変わり種指揮官が語るチーム変貌の理由
27. ↑  “リチャード・グレスマンHC 退団のご報告”. 茨城ロボッツ (2023年5月24日). 2024年5月26日閲覧。
28. ↑  『ジェームズ・アンドリセヴィッチ氏 スーパーバイジングヘッドコーチ就任、クリス・ホルムヘッドコーチ契約合意のご報告』（プレスリリース）茨城ロボッツ、2023年5月25日。2023年11月5日閲覧。
29. ↑  『ジェームズ・アンドリセヴィッチ氏 スーパーバイジングヘッドコーチ職解任のご報告』（プレスリリース）茨城ロボッツ、2023年11月3日。2023年11月5日閲覧。
30. ↑  『チーム体制変更に関するご報告』（プレスリリース）茨城ロボッツ、2023年11月15日。2023年11月19日閲覧。
31. ↑  “#8 ヘンリー・エレンソン選手 インジュアリーリスト登録のご報告”. 茨城ロボッツ (2023年9月19日). 2024年5月19日閲覧。
32. ↑  “#8 ヘンリー・エレンソン選手 退団のご報告”. 茨城ロボッツ (2024年1月9日). 2024年5月19日閲覧。
33. ↑  “#21 エリック・ジェイコブセン選手 インジュアリーリスト登録のご報告”. 茨城ロボッツ (2023年9月11日). 2024年5月19日閲覧。
34. ↑  “#9 アンガス・ブラント選手 契約合意(新規)のご報告”. 茨城ロボッツ (2023年9月11日). 2024年5月19日閲覧。
35. ↑  “#5 マックス・ヒサタケ選手 契約合意(新規)のご報告”. 茨城ロボッツ (2023年9月19日). 2024年5月19日閲覧。
36. ↑  “#2 モサク ダミロラ選手の負傷に関するご報告”. 茨城ロボッツ (2023年10月21日). 2024年5月19日閲覧。
37. ↑  “#84 ジョニー・オブライアント選手 契約合意(新規)のご報告”. 茨城ロボッツ (2023年11月15日). 2024年5月19日閲覧。
38. ↑  “#8 ブライアン・コンクリン選手 契約合意(新規)のご報告”. 茨城ロボッツ (2024年1月9日). 2024年5月19日閲覧。
39. ↑  “#32 ルーク・メイ選手 契約合意(新規)のご報告”. 茨城ロボッツ (2024年2月16日). 2024年5月19日閲覧。
40. ↑  “#14 久岡幸太郎選手 契約合意(新規)のご報告”. 茨城ロボッツ (2024年1月12日). 2024年5月19日閲覧。
41. ↑  “代表取締役社長交代のご報告”. 茨城ロボッツ (2024年5月14日). 2024年5月19日閲覧。
42. ↑  “落慶久氏 ゼネラルマネージャー就任のご報告”. 茨城ロボッツ (2024年5月14日). 2024年5月19日閲覧。
43. ↑  “大塚健吾ストレングス&コンディショニングコーチ退団のご報告”. 茨城ロボッツ (2024年5月16日). 2024年5月19日閲覧。
44. ↑  “林優衣ヘッドアスレティックトレーナー退団のご報告”. 茨城ロボッツ (2024年5月16日). 2024年5月19日閲覧。